# CRうちどめくん
CRうちどめくんは、1992年にソフィアが開発し、西陣が発売したCR機デジパチ機。同社初のCR機。現金機の『パーラーキング』および『銀玉人生』も本項で述べる。

## 概要
- 同社初のCR機。CR機の第1弾はスペック的に各社様子見的なところがあり、穏やかな物が多く本機も例外ではない。『パーラーキング』が通称数珠つなぎ連チャン機であることに対し、『CRうちどめくん』は4/15で確率変動、次回まで継続という穏やかなゲーム性で、現金機の方が過激なゲーム性となっている。
- 『CRうちどめくん』は確率変動中の電動チューリップのサポートはない。
- 『パーラーキング』と『銀玉人生』はセル画に『パチンコ大賞』のおやじがデザインされている。
- 『パーラーキング』の通称数珠つなぎ連チャンは連続回転中のランプの点灯によるグループ移行により発生するとされる。
- 後の『CR花満開』などでも採用されている蛍光表示管 (FIP) によるドット式表示を採用。パチンコ玉を模しているが、「イクラに見える」との声もあった。

## スペック
- 『CRうちどめくん』
  - 大当たり確率 設定1 1/262.6 設定2 1/283.4 設定3 1/306.8（メーカー発表値）
  - 確率変動割合 4/15 次回まで継続
  - 確率変動図柄「3、5、7、当」
  - 賞球数 5&10&15
- 『パーラーキング』
  - 大当たり確率 1/208
  - 賞球数 7&15
  - アタッカーが3秒間開く中当たりがある。確率は大当たり確率同様1/208で大当たり後8回転までは1/26(8/208)にアップする。
- 『銀玉人生』
  - 大当たり確率 1/240
  - 賞球数 7&15
  - 中当たりはなく、連チャン性も『パーラーキング』と比べて低くなっている。